# AFC Sunderland
Der AFC Sunderland (offiziell: Sunderland Association Football Club) – auch bekannt als The Black Cats – ist ein englischer Fußballverein aus der Industriestadt Sunderland im Nordosten von England. Er gewann sechsmal die englische Meisterschaft und zweimal den FA Cup. Der letzte große Titel liegt mit dem FA Cup 1973 allerdings schon lange zurück.
Den AFC Sunderland und Newcastle United verbindet eine traditionsreiche Rivalität. Spiele beider Mannschaften werden „Tyne and Wear Derby“ genannt. Seit 1997 spielt Sunderland im 49.000 Zuschauer fassenden Stadium of Light. Zuvor war der Verein im Roker Park beheimatet. Nach vier Jahren in der dritten Liga ist der Verein seit 2022 in der zweithöchsten englischen Spielklasse, der EFL Championship aktiv. Am 24. Mai 2025 sicherte sich Sunderland die Rückkehr in die Premier League, nachdem man das Finale der Aufstiegs-Playoffs der EFL Championship im Wembley-Stadion mit einem Sieg über Sheffield United für sich entscheiden konnte. Damit kehrte der Club nach mehreren Jahren in den unteren Ligen in die höchste Spielklasse des englischen Fußballs zurück.

## Geschichte

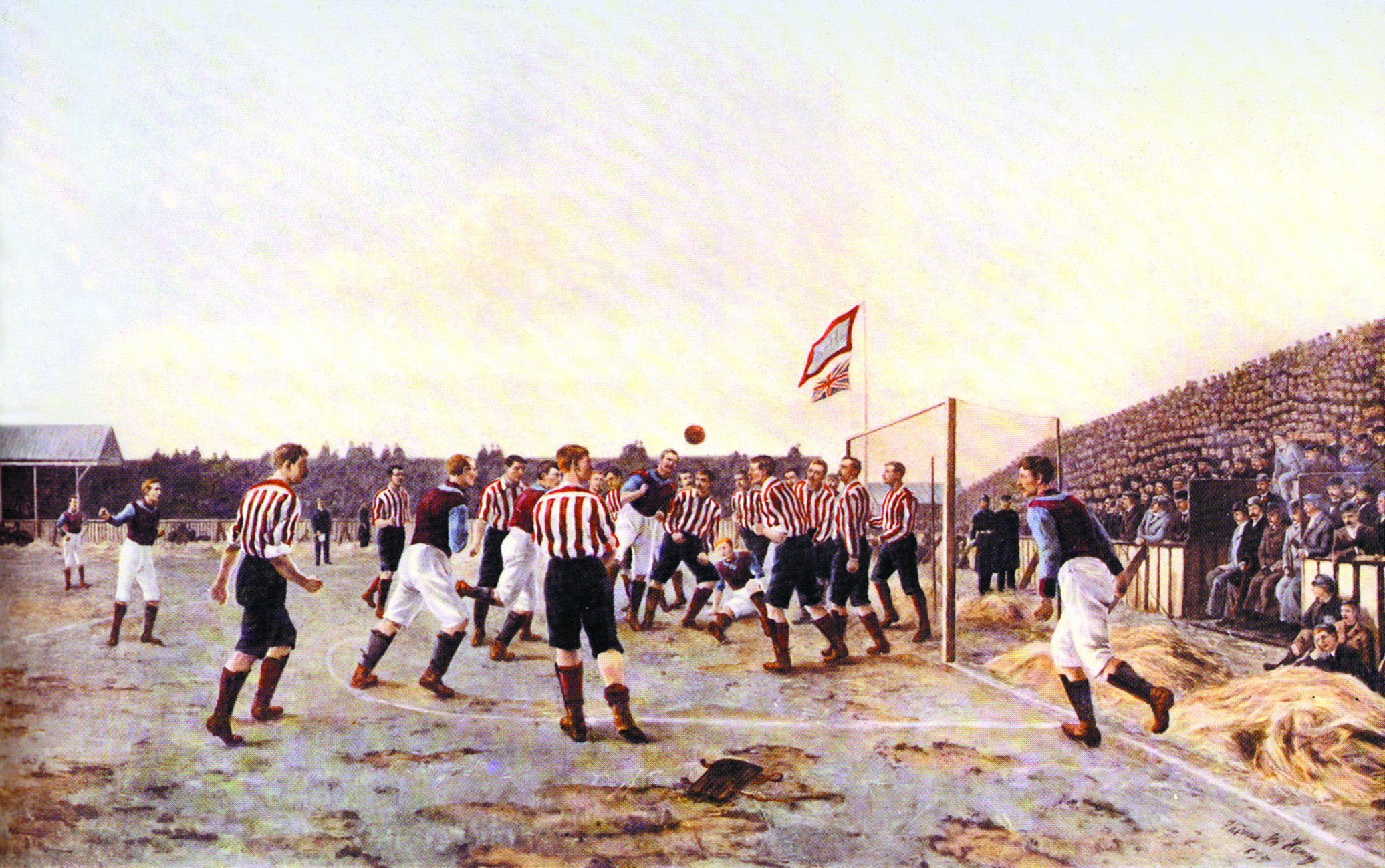
Sunderland und Aston Villa erschienen 1895 in einer frühen Fußballmalerei von Thomas M.M. Hemy

Der Verein wurde im Jahr 1879 unter dem Namen Sunderland & District Teachers Association gegründet. Sieben Jahre später, nun unter dem Namen Sunderland Association Football Club, wurde der Verein professionell und rekrutierte die ersten „ausländischen“ Spieler aus Schottland. Der AFC war später die erste Fußballmannschaft, die dreimal englischer Meister wurde; der Schotte Johnny Campbell wurde mehrmals Torschützenkönig.
Im Jahr 2003 stieg man aus der Premier League ab und spielte zwei Jahre lang in der Football League Championship. Nach der Saison 2004/05 stieg der Club als Meister der Football League Championship wieder in die Premier League auf, stieg nach der Saison 2005/06 als 20. sofort wieder ab. Ein siebenköpfiges irisches Konsortium mit dem Namen Drumaville Consortium kaufte 2006 den Verein aus der Eigentümerschaft von Bob Murray heraus. Niall Quinn als Mitglied dieser Vereinigung wurde als Trainer eingesetzt. Nach schwachem Abschneiden in der Liga folgte ihm Roy Keane als Trainer; Quinn selbst übernahm den Posten des Vereinspräsidenten. Noch in der gleichen Saison gelang dem AFC Sunderland der Aufstieg in die Premier League. In der Spielzeit 2007/08 wurde die Klasse mit Rang 15 gehalten.
Im März 2013 übernahm Paolo Di Canio den Trainerposten. Di Canio war aufgrund seines klaren Bekenntnisses zum italienischen Faschismus umstritten. David Miliband trat deswegen aus Protest als Vize-Präsident und Aufsichtsratschef zurück. Di Canio wurde im September 2013 entlassen, nachdem eine verbale Auseinandersetzung mit mehreren Spielern die tiefen Gräben in der Mannschaft aufgezeigt hatte. Di Canio hatte zuvor mehrmals öffentlich Spieler kritisiert. Nachfolger wurde Gustavo Poyet.
Im Juli 2016 übernahm David Moyes den Trainerposten. Mit ihm stieg der AFC Sunderland als Tabellenletzter der Saison 2016/17 aus der Premier League mit 24 Punkten ab. Nach Saisonende wechselte Torhüter Jordan Pickford, der seit seinem achten Lebensjahr die Nachwuchsabteilung des AFC Sunderland durchlaufen hatte, für die Rekordsumme von umgerechnet 34 Millionen Euro zum FC Everton. Eine Saison später stieg man als Tabellenletzter auch aus der zweithöchsten englischen Liga ab. Diese Saison wurde in der Netflix-Serie Sunderland 'til I Die dokumentiert. In der Folge verkaufte Ellis Short, der US-amerikanische Eigentümer, den Club an ein internationales Konsortium von Investoren um den englischen Unternehmer und Fußball-Manager Stewart Donald.
In der Saison 2018/19 wechselte der nordirische Stürmer Will Grigg für rund 4,6 Millionen Euro vom Zweitligisten Wigan Athletic zum klassentieferen AFC Sunderland. Es war der bis dahin teuerste Transfer eines Spielers zu einem Klub aus der League One. Das Team schloss in der Liga auf Rang 5 ab und verlor in den Aufstiegs-Playoffs gegen Charlton Athletic. 2022 gelang als Tabellenfünfter nach Play-off-Siegen über Sheffield Wednesday und Wycombe Wanderers die Rückkehr in die EFL Championship.
Zum Abschluss der Saison 2024/2025 gewann Sunderland das Finale der Aufstiegs-Playoffs der EFL Championship und stieg in die Premier League auf.

## Kader der Saison 2024/25
Stand: 7. April 2025
| Nr. |            | Position | Name              |
| --- | ---------- | -------- | ----------------- |
| 1   | England    | TW       | Anthony Patterson |
| 2   | Wales      | AB       | Niall Huggins     |
| 3   | England    | AB       | Dennis Cirkin     |
| 4   | England    | MF       | Dan Neil          |
| 5   | Nordirland | AB       | Daniel Ballard    |
| 8   | Irland     | MF       | Alan Browne       |
| 10  | England    | MF       | Patrick Roberts   |
| 11  | England    | MF       | Chris Rigg        |
| 12  | Spanien    | ST       | Eliezer Mayenda   |
| 13  | England    | MF       | Luke O’Nien       |
| 14  | England    | ST       | Romaine Mundle    |
| 16  | Kamerun    | TW       | Blondy Nna Noukeu |
| 18  | Frankreich | ST       | Wilson Isidor     |
| 20  | Ghana      | MF       | Salis Abdul Samed |

| Nr. |             | Position | Name            |
| --- | ----------- | -------- | --------------- |
| 21  | England     | TW       | Simon Moore     |
| 23  | Niederlande | AB       | Jenson Seelt    |
| 26  | Wales       | AB       | Chris Mepham    |
| 28  | Frankreich  | MF       | Enzo Le Fée     |
| 29  | Nigeria     | ST       | Ahmed Abdullahi |
| 30  | Serbien     | MF       | Milan Aleksic   |
| 32  | Nordirland  | AB       | Trai Hume       |
| 33  | Norwegen    | AB       | Leo Hjelde      |
| 36  | Kolumbien   | ST       | Ian Poveda      |
| 40  | England     | ST       | Tom Watson      |
| 42  | England     | AB       | Aji Alese       |
| 45  | England     | AB       | Joe Anderson    |
|     | England     | ST       | Jayden Danns    |

## Daten und Namen

Das Wappen des AFC Sunderland von 1972 bis 1997

### Titel und Erfolge
Englischer Meister:
- 1892, 1893, 1895, 1902, 1913, 1936

Englischer Pokal (FA Cup):
- Sieger 1937 (3:1 gegen Preston North End) und 1973 (1:0 gegen Leeds United)
- Finalist 1913 (0:1 gegen Aston Villa) und 1992 (0:2 gegen den FC Liverpool)

League Cup:
- Finalist 1985 (0:1 gegen Norwich City) und 2014 (1:3 gegen Manchester City)

EFL Trophy:
- Sieger 2021

Charity Shield:
- Sieger 1936

### Rekordspieler
Die folgende Aufstellung zeigt jeweils die 10 Spieler mit den meisten Pflichtspieleinsätzen und -toren in der Geschichte des AFC Sunderland.
| Einsätze | Einsätze         | Einsätze  | Einsätze |
| -------- | ---------------- | --------- | -------- |
| 1        | Jimmy Montgomery | 1960–1977 | 627      |
| 2        | Len Ashurst      | 1957–1970 | 458      |
| 3        | Ned Doig         | 1890–1904 | 457      |
| 4        | Stan Anderson    | 1951–1963 | 447      |
| 5        | Gary Bennett     | 1984–1995 | 443      |
| 6        | Bobby Kerr       | 1966–1978 | 433      |
| 7        | Gordon Armstrong | 1985–1996 | 416      |
| 8        | Charlie Buchan   | 1911–1925 | 411      |
| 9        | Michael Gray     | 1992–2004 | 410      |
| 10       | Charlie Hurley   | 1957–1969 | 401      |

| Tore | Tore            | Tore                 | Tore |
| ---- | --------------- | -------------------- | ---- |
| 1    | Bobby Gurney    | 1925–1950            | 228  |
| 2    | Charlie Buchan  | 1911–1925            | 223  |
| 3    | Dave Halliday   | 1925–1929            | 165  |
| 4    | George Holley   | 1904–1919            | 157  |
| 5    | Johnny Campbell | 1890–1897            | 154  |
| 6    | Raich Carter    | 1931–1939            | 130  |
| 6    | Kevin Phillips  | 1997–2003            | 128  |
| 8    | Jimmy Millar    | 1890–1896, 1900–1904 | 127  |
| 9    | Arthur Bridgett | 1902–1912            | 116  |
| 10   | Patsy Gallacher | 1929–1938            | 107  |

### Manager (Trainer)

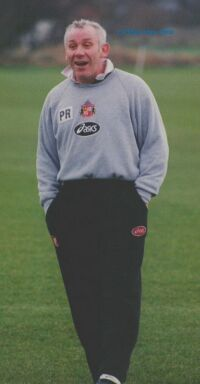
Peter Reid trainierte den AFC Sunderland von 1995 bis 2002

Interimstrainer werden in dieser Liste nicht berücksichtigt.
| Zeitraum  | Trainer          |
| --------- | ---------------- |
| 1889–1896 | Tom Watson       |
| 1896–1899 | Robert Campbell  |
| 1899–1905 | Alex Mackie      |
| 1905–1928 | Bob Kyle         |
| 1928–1939 | Johnny Cochrane  |
| 1939–1957 | Bill Murray      |
| 1957–1964 | Alan Brown       |
| 1965–1968 | Ian McColl       |
| 1968–1972 | Alan Brown       |
| 1972–1976 | Bob Stokoe       |
| 1976–1978 | Jimmy Adamson    |
| 1978–1979 | Billy Elliott    |
| 1979–1981 | Ben Knighton     |
| 1981–1984 | Alan Durban      |
| 1984–1985 | Len Ashurst      |
| 1985–1987 | Lawrie McMenemy  |
| 1987–1991 | Denis Smith      |
| 1991–1993 | Malcolm Crosby   |
| 1993      | Terry Butcher    |
| 1993–1995 | Mick Buxton      |
| 1995–2002 | Peter Reid       |
| 2002–2003 | Howard Wilkinson |
| 2003–2006 | Mick McCarthy    |
| 2006      | Niall Quinn      |
| 2006–2008 | Roy Keane        |
| 2008–2009 | Ricky Sbragia    |
| 2009–2011 | Steve Bruce      |
| 2011–2013 | Martin O’Neill   |
| 2013      | Paolo Di Canio   |
| 2013–2015 | Gustavo Poyet    |
| 2015      | Dick Advocaat    |
| 2015–2016 | Sam Allardyce    |
| 2016–2017 | David Moyes      |
| 2017      | Simon Grayson    |
| 2017–2018 | Chris Coleman    |
| 2018–2019 | Jack Ross        |
| 2019–2020 | Phil Parkinson   |
| 2020–2022 | Lee Johnson      |
| 2022      | Alex Neil        |
| 2022–2023 | Tony Mowbray     |
| 2023–2024 | Michael Beale    |
| 2024–     | Régis Le Bris    |